# 上総英郎
上総 英郎（かずさ ひでお、1931年〈昭和6年〉1月1日 - 2001年〈平成13年〉7月21日）は、文芸評論家。
広島県生まれ。本名・中村宏。早稲田大学文学部フランス文学科卒。同大学院修士課程修了。1967年『三田文学』で「共感と挫折」を発表し、文芸評論家として活動を開始。二松学舎大学教授を務めた。遠藤周作などキリスト教作家を論じた。

## 著書
- 『原初の光景』 小沢書店, 1972
- 『荒野を旅するもの 現代キリスト教劇集』 田中千禾夫編 聖文舎, 1977.3
- 『虚空のうちなる本性 メタフィジック作家論』 教文館, 1979.10
- 『十字架を背負ったピエロ 狐狸庵先生と遠藤周作』 主婦の友社, 1980.10
- 『教師のための文章入門』 1982.11, 小学館創造選書
- 『遠藤周作論』 春秋社, 1987.11
- 『歌舞伎通』 主婦の友社, 1988.9
- 『内なる軌跡 7人の作家達』 朝文社, 1990.9
- 『「太平記」幻想』 春秋社, 1990.11
- 『時代浄瑠璃の世界 歌舞伎鑑賞案内』 朝文社, 1991.9
- 『閃光の記憶から 生と死のあいだ』 マルジュ社, 1991.5
- 『闇のなかの虹』 史染抄, 2002.8
- 『歌舞伎の魅力』 パピルスあい, 2004.6
- 『遠藤周作へのワールド・トリップ』 パピルスあい, 2005.4
- 『三島由紀夫論』 パピルスあい, 2005.8

## 共編著
- 『対談世界の文学』 インタビュアー:上総英郎、高山鉄男, 朝日出版社, 1972
- 『細川ガラシャのすべて』 新人物往来社, 1994.6

## 翻訳
- 『クローデルとの書簡』 リヴィエール キリスト教文学の世界 4 (シムノン.リヴィエール) 主婦の友社, 1978.8
- 『火の河 モーリヤック著作集 1』 春秋社, 1982.6
- 『イエスの生涯 モーリヤック著作集 6』 春秋社, 1983.8

## 参考
- 文芸年鑑1975
- 三島由紀夫論